# Janež Kršinar
Janež Kršinar (* 7. April 1962 in Ljubljana) ist ein ehemaliger jugoslawischer Skilangläufer.

## Werdegang
Kršinar, der für den TKS Unior Olimpija startete, trat international erstmals bei den Weltmeisterschaften 1982 in Oslo in Erscheinung. Dort kam er auf den 41. Platz über 15 km. Bei den Olympischen Winterspielen 1984 in Sarajevo belegte er den 51. Platz über 30 km, den 36. Rang über 50 km und zusammen mit Ivo Čarman, Jože Klemenčič und Dušan Đurišič den 12. Platz in der Staffel. Bei den Weltmeisterschaften 1987 in Oberstdorf kam er auf den 33. Platz über 15 km klassisch, auf den 27. Rang über 30 km klassisch und auf den 21. Platz über 50 km Freistil. Zudem errang er dort den 13. Platz mit der Staffel. Im Februar 1988 lief er bei den Olympischen Winterspielen in Calgary auf den 39. Platz über 15 km klassisch, auf den 34. Rang über 30 km klassisch und auf den 30. Platz über 50 km Freistil. Seine besten Platzierung bei den Weltmeisterschaften 1989 in Lahti war der 26. Platz über 50 km Freistil.